# Falcatariella catalaiella
Falcatariella catalaiella är en fjärilsart som beskrevs av Pierre E.L. Viette 1949. Falcatariella catalaiella ingår i släktet Falcatariella och familjen fransmalar. Inga underarter finns listade i Catalogue of Life.